# Plexippus semiater
Plexippus semiater är en spindelart som först beskrevs av Carl Ludwig Doleschall 1859.  Plexippus semiater ingår i släktet Plexippus och familjen hoppspindlar. Inga underarter finns listade i Catalogue of Life.